# Заручье (Чечерский район)
Заручье (бел. Заручча) — посёлок в Полесском сельсовете Чечерском районе Гомельской области Беларуси.

## География

### Расположение
В 34 км на северо-восток от Чечерска, 72 км от железнодорожной станции Буда-Кошелёвская (на линии Гомель — Жлобин), 75 км от Гомеля.

### Гидрография
На южной окраине мелиоративный канал, соединённый с рекой Колпита (приток реки Сож).

## Транспортная сеть
Транспортные связи по просёлочной, затем автомобильной дороге Полесье — Чечерск. Планировка состоит из прямолинейной, почти меридионально ориентированной улицы, застроенной двусторонне деревянными усадьбами.

## История
Обнаруженный археологами курганный могильник (12 насыпей, в 1,5 км на северо-восток от деревни) свидетельствует о заселении этих мест с давних времён. Современный посёлок основан в начале XX века переселенцами из соседних деревень. Наиболее активная застройка приходится на 1920-е годы. В 1926 году работал почтовый пункт, в Полесском сельсовете Чечерского района Гомельского округа. В 1929 году организован колхоз. 27 жителей погибли на фронтах Великой Отечественной войны. Согласно переписи 1959 года в составе колхоза «Коммунар» (центр — деревня Полесье).

## Население

### Численность
- 2004 год — 8 хозяйств, 10 жителей.
- 2014 год- 0 хозяйств, 0 жителей.

### Динамика
- 1926 год — 40 дворов, 251 житель.
- 1959 год — 151 житель (согласно переписи).
- 2004 год — 8 хозяйств, 10 жителей.